# Liste antiker Ortsnamen und geographischer Bezeichnungen/Ic
| Lateinischer Name     | Griechischer Name                | Beschreibung                                        | Heute                                                                                   | Quellen und Verweise | Lage |
| --------------------- | -------------------------------- | --------------------------------------------------- | --------------------------------------------------------------------------------------- | -------------------- | ---- |
| Icaria                | (Ikaria; Ikarios)                | attischer Demos                                     | Dionysos (Gemeinde)                                                                     | Smith;               |      |
| Icarium Mare          |                                  |                                                     |                                                                                         | Smith;               |      |
| Icarus                | Ἴκαρος (Ikaros), Ἰκαρία (Ikaria) | Insel in der Ägäis                                  | Ikaria                                                                                  | Smith;               |      |
| Icarusa               |                                  |                                                     |                                                                                         | Smith;               |      |
| Icaunus               |                                  |                                                     |                                                                                         | Smith;               |      |
| Iccius Portus         |                                  |                                                     |                                                                                         | Smith;               |      |
| Iceni                 |                                  | Volksstamm in Britannien                            | Siedlungsgebiete in Norfolk und Suffolk in England                                      | Smith;               |      |
| Ich                   | Ἴχ (Ich)                         | Fluss in Zentralasien, mündet in das Kaspische Meer | Emba in Kasachstan                                                                      | Smith;               |      |
| Ichana                |                                  |                                                     |                                                                                         | Smith;               |      |
| Ichnae                |                                  |                                                     |                                                                                         | Smith;               |      |
| Ichnae                |                                  |                                                     |                                                                                         | Smith;               |      |
| Ichthyophagi          |                                  |                                                     |                                                                                         | Smith;               |      |
| Ichthyophagorum Sinus |                                  |                                                     |                                                                                         | Smith;               |      |
| Ichthys               | Ιχθύς (Ichthys)                  | Kap an der Westküste der Peloponnes                 | Kap Katakolo in Griechenland                                                            | Smith;               |      |
| Iciani                |                                  |                                                     |                                                                                         | Smith;               |      |
| Icidmagus             |                                  |                                                     |                                                                                         | Smith;               |      |
| Iciniacum             |                                  | römischer Garnisonsort am Rätischen Limes           | Reste nordwestlich des Dorfes Theilenhofen im Landkreis Weißenburg-Gunzenhausen, Bayern |                      |      |
| Iconii                |                                  |                                                     |                                                                                         | Smith;               |      |
| Iconium               | Ἰκόνιον (Ikonion)                | Stadt in Phrygien                                   | Konya in der Türkei                                                                     | Smith;               |      |
| Icorigium             |                                  | Ort an der Römerstraße Trier–Köln                   | Jünkerath im Kylltal                                                                    | Smith;               |      |
| Icos                  |                                  |                                                     |                                                                                         | Smith;               |      |
| Icositani             |                                  |                                                     |                                                                                         | Smith;               |      |
| Icosium               |                                  |                                                     |                                                                                         | Smith;               |      |
| Ictimuli              |                                  |                                                     |                                                                                         | Smith;               |      |
| Ictis                 |                                  |                                                     |                                                                                         | Smith;               |      |
| Ictodurum             |                                  |                                                     |                                                                                         | Smith;               |      |
| Iculisma              |                                  |                                                     |                                                                                         | Smith;               |      |
| Icus                  |                                  |                                                     |                                                                                         | Smith;               |      |